# Smok i jerzy
Smok i jerzy (tyt. oryg. The Dragon and the George) – powieść fantasy autorstwa Gordona R. Dicksona, pierwszy tom cyklu Smok i jerzy. Krótszą formę opowieści wcześniej wydano w opowiadaniu pt. „Święty smok i jerzy” we wrześniu 1957 roku w numerze czasopisma The Magazine of Fantasy & Science Fiction.
Powieść przedstawia dzieje Jima Eckerta przeniesionego z naszego świata do świata równoległego, w którym magia działa naprawdę i jest zabójcza. Tam trafia do ciała smoka Gorbasha i musi nauczyć się w nim funkcjonować. W tym świecie, smoki powszechnie określają ludzi jako jerzych, w oparciu o  doświadczenia ze świętym Jerzym z jednym w swoim rodzaju; stąd tytuł.
Jim próbuje ratować swoją narzeczoną, Angie, która trafia do magicznego świata przed nim, lecz jest więziona przez Ciemne Moce. Podczas podróży Jim i jego towarzysze muszą zmagać się z bandą jerzych i nieuczciwym smokiem Bryaghem, którzy są na usługach Ciemnych Mocy i ich stworzeń. Ciemne Moce ostatecznie planują podbić Anglię (i ewentualnie cały świat). Jim musi też zdawać sobie sprawę z tego, iż świat do którego trafił jest rzeczywisty a nie jest to tylko gra, i że to co czyni może mieć poważne konsekwencje dla ludzi z tego świata. Na końcu powieści, Jim (albo Sir James gdy zaczęto tak go nazywać w tym alternatywnym świecie) odzyskuje ludzki wygląd i musi wybrać czy chce pozostać w alternatywnej rzeczywistości lub wrócić do naszego świata i prowadzić życie niedocenianego wykładowcy akademickiego.

## Akcja
Akcja książki toczy się w jakiejś niejasnej, nieistniejącej wersji Anglii, z niewielkim albo bez związku ze stanem rzeczywistej geografii i historii. W kolejnych książkach (wszystkie napisane wiele lat po pierwszej) wiele miejsc i ludzi pojawiających się tam, nawiązuje do geografii i historii naszego świata, chociaż w zmienionej fantastycznej formie.